# Бруслина крилата
Брусли́на крила́та (Euonymus alatus) — отруйна багаторічна рослина родини бруслинових, природно поширена у центральному та північному Китаї, Японії та Кореї. Назва походить від крилоподібних коркових наростів на корі молодих пагонів. Використовується в декоративних посадках.

## Опис
Листопадний кущ або невелике дерево заввишки 2,5-3 м. Крона густа, розлога, її ширина перевищує висоту. Молоді пагони чотиригранні, зелені, з довгастими наростами камбію, які утворюють своєрідні крила. Стовбур і старі гілки вкриті сірою корою з майже непомітними крилами. Листки супротивні, завдовжки 4-7 см, завширшки 1-4 см, еліптично-яйцеподібної форми з загостреним кінцем. Восени листя набуває криваво-червоного відтінку, який створює декоративний ефект.
Квітки невиразні, зеленкуваті, тримаються на дереві тривалий час весною. Плід — коробочка. Насіння оточене яскравим принасінником жовтогарячого або червоного кольору. Він не такий виразний, як у деяких інших бруслин, але також приваблює птахів і комах.

## Використання
Завдяки яскравому забарвленню восени бруслину крилату використовують як декоративну рослину в поодиноких та групових насадженнях. Серед інших бруслин вирізняється кармінно-червоним осіннім кольором листя і сягає тільки 3 м заввишки. Через свій гармонічний ріст цей кущ добре підходить як солітер. Невисокий сорт 'Compacta' розростається особливо кущистим і не перевищує у висоту одного метра.
Легко розмножується, здатна розростатись і поширюватись самостійно, через що в окремих районах (наприклад, Массачусетсі та Нью-Гемпширі) вважається інвазивним видом.
Бруслина крилата використовується в себе на батьківщині як одна з лікарських рослин китайської народної медицини для нормалізації місячних, зняття набряків, боротьби з комахами і паразитами..

## Галерея

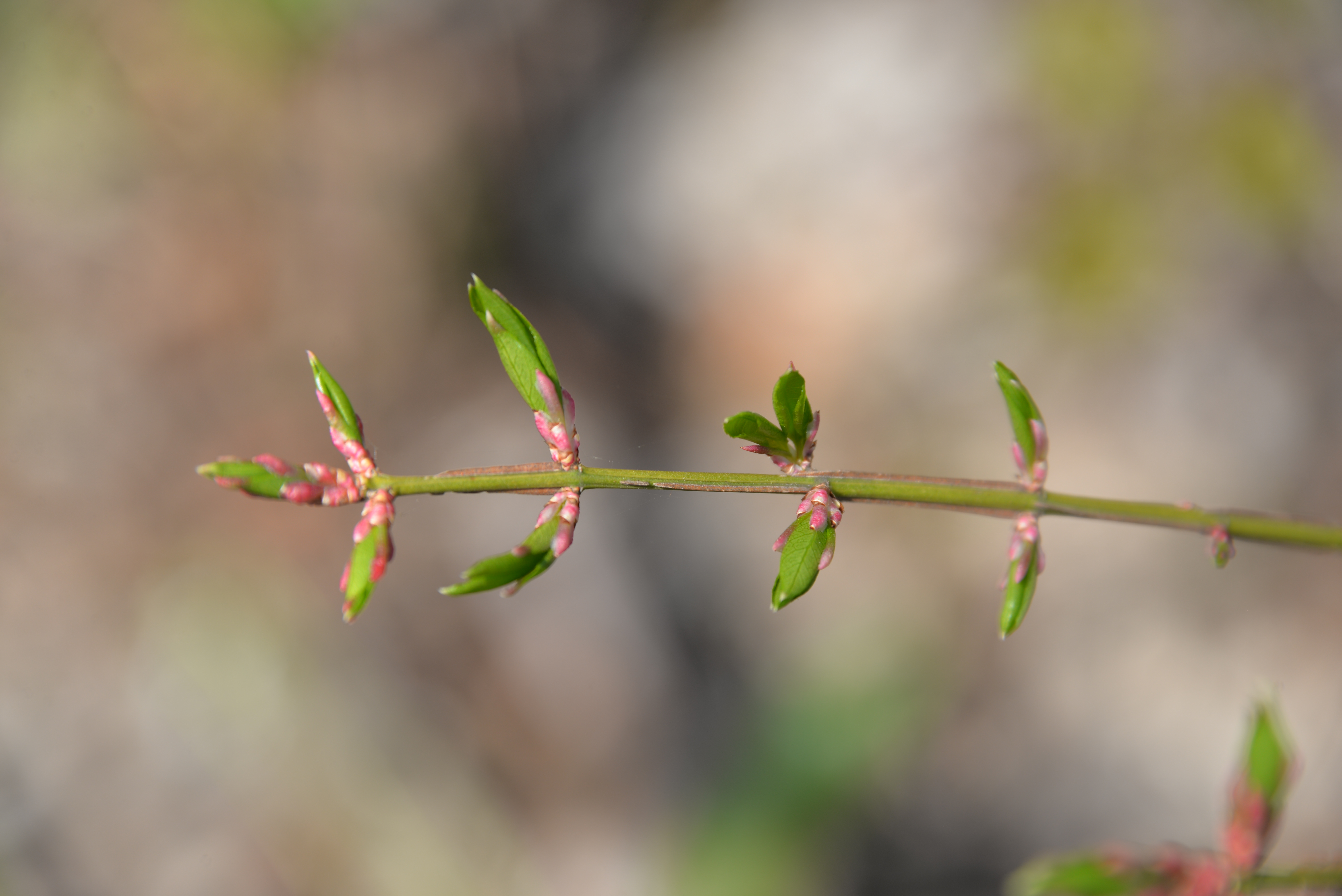
Молоді бруньки
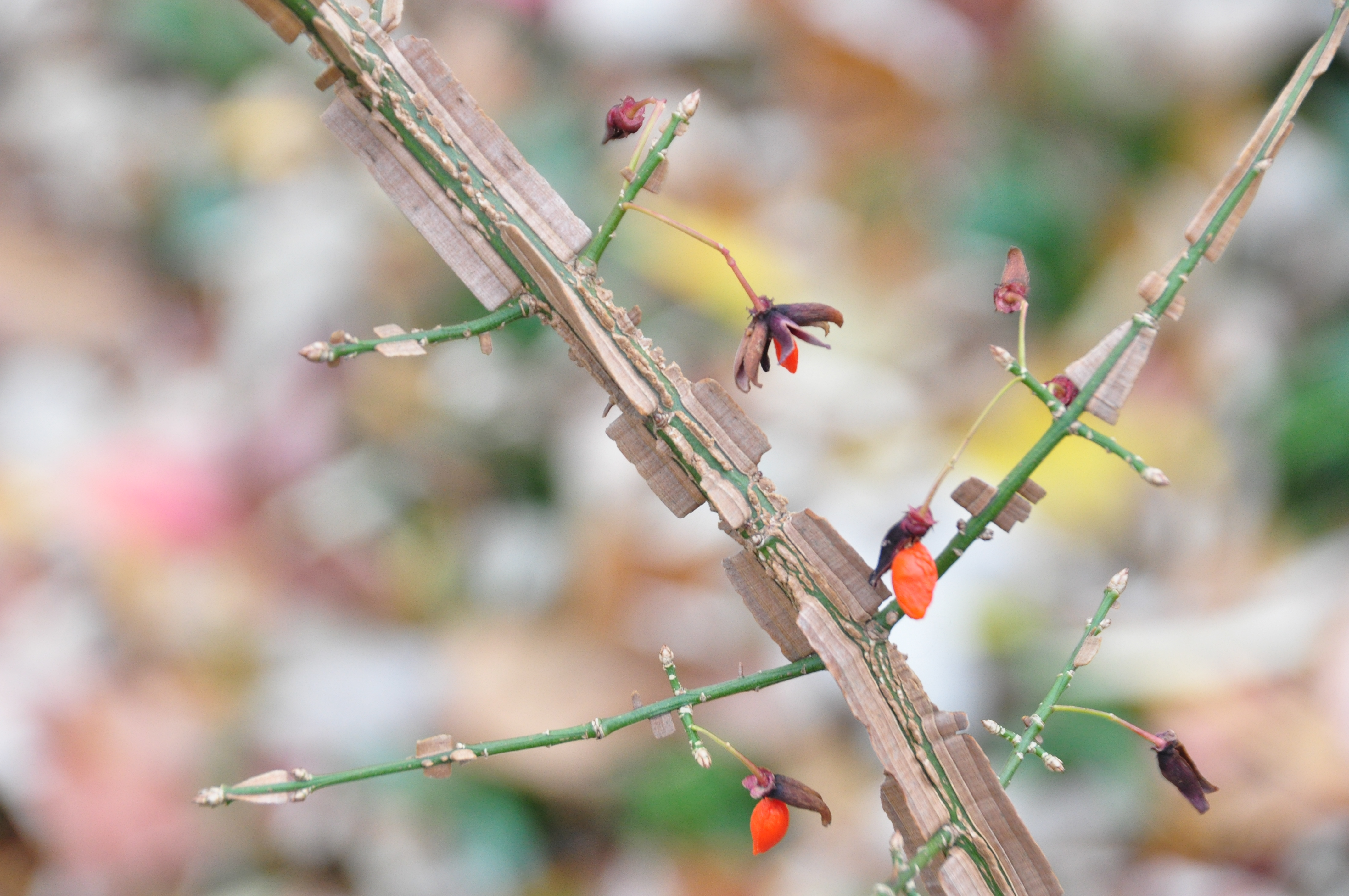
Крилаті пагони з плодами
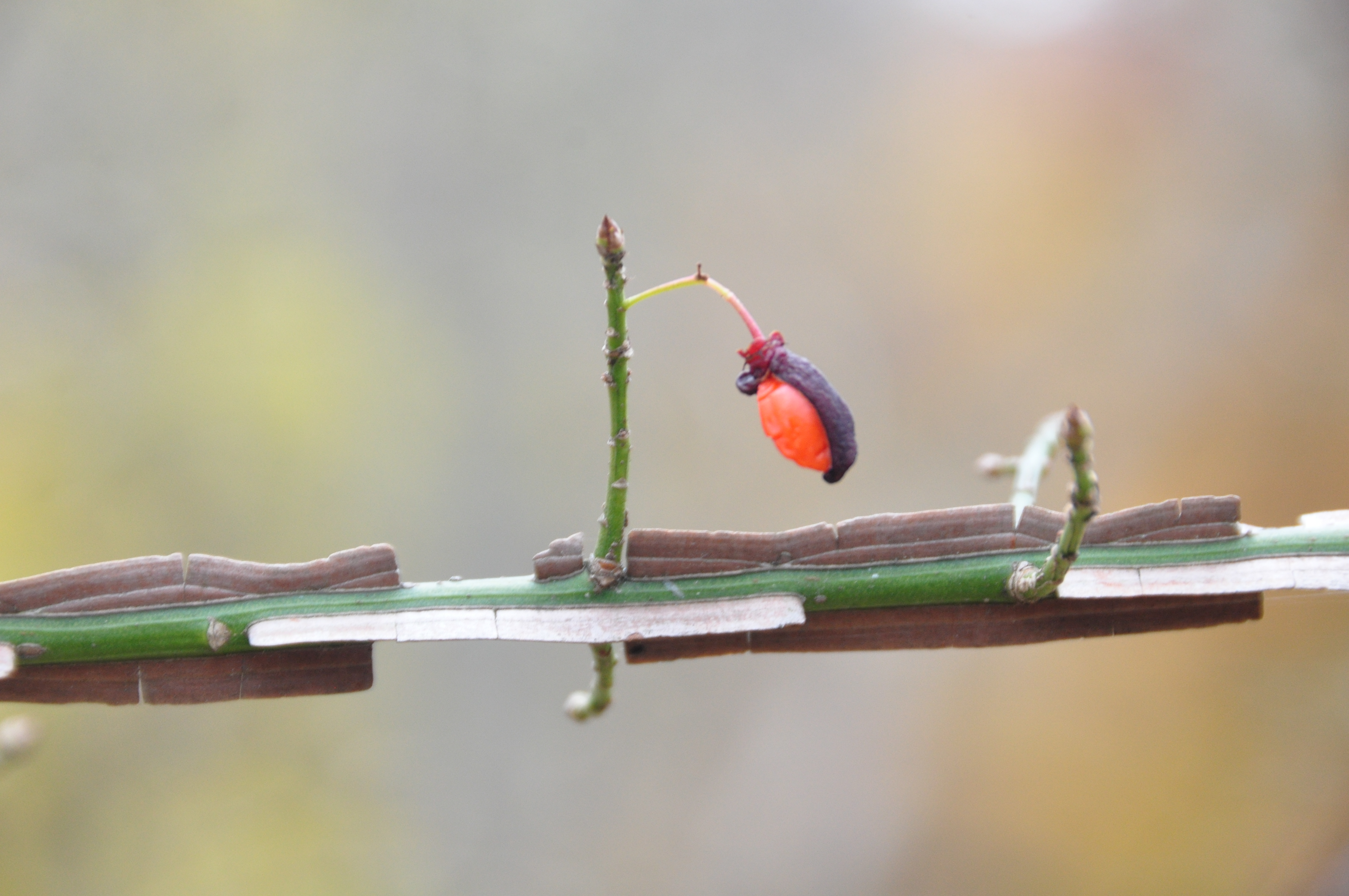
Гілка з плодом (принасінником)
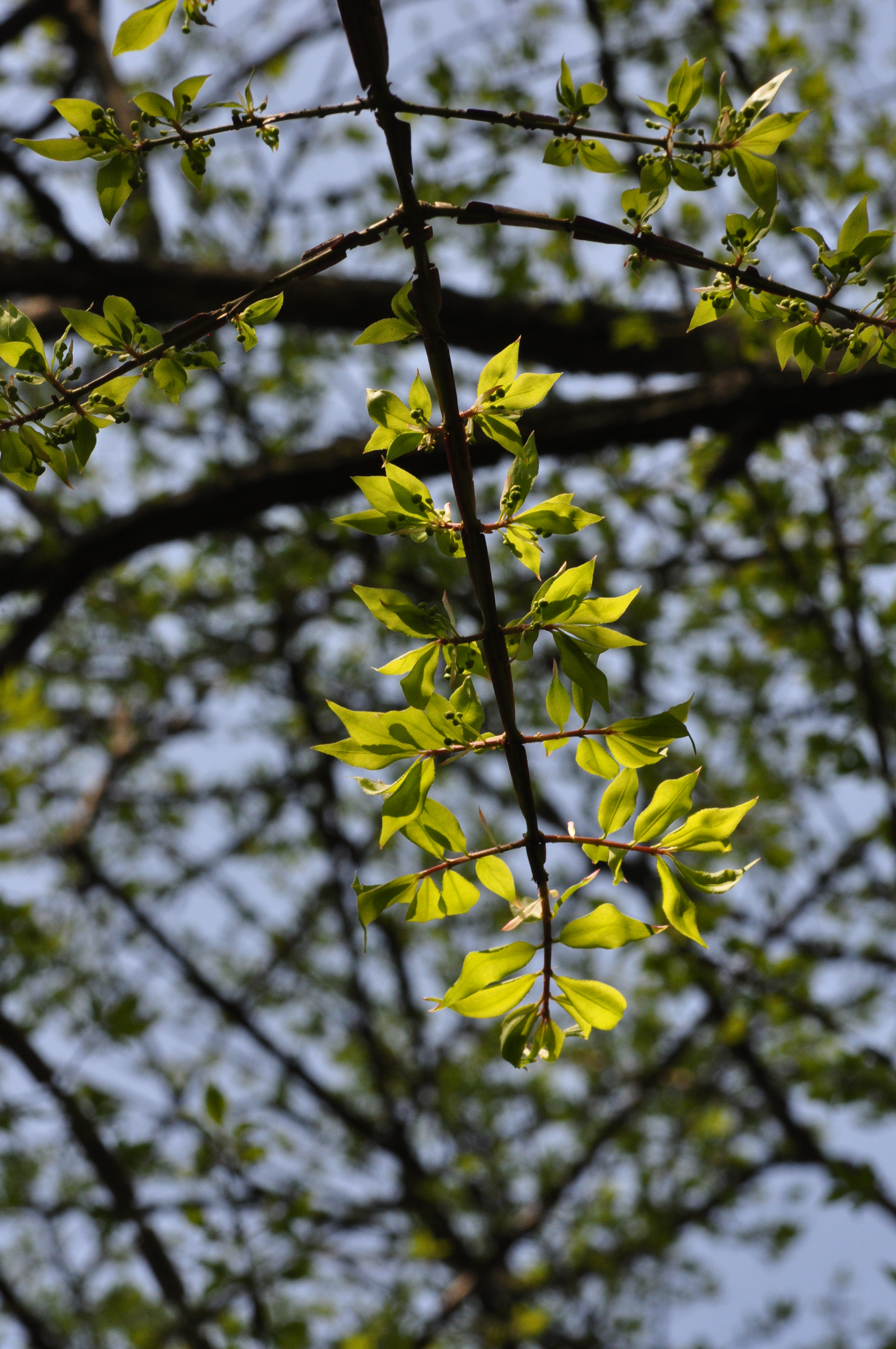
Розміщення листя та квіткових бруньок
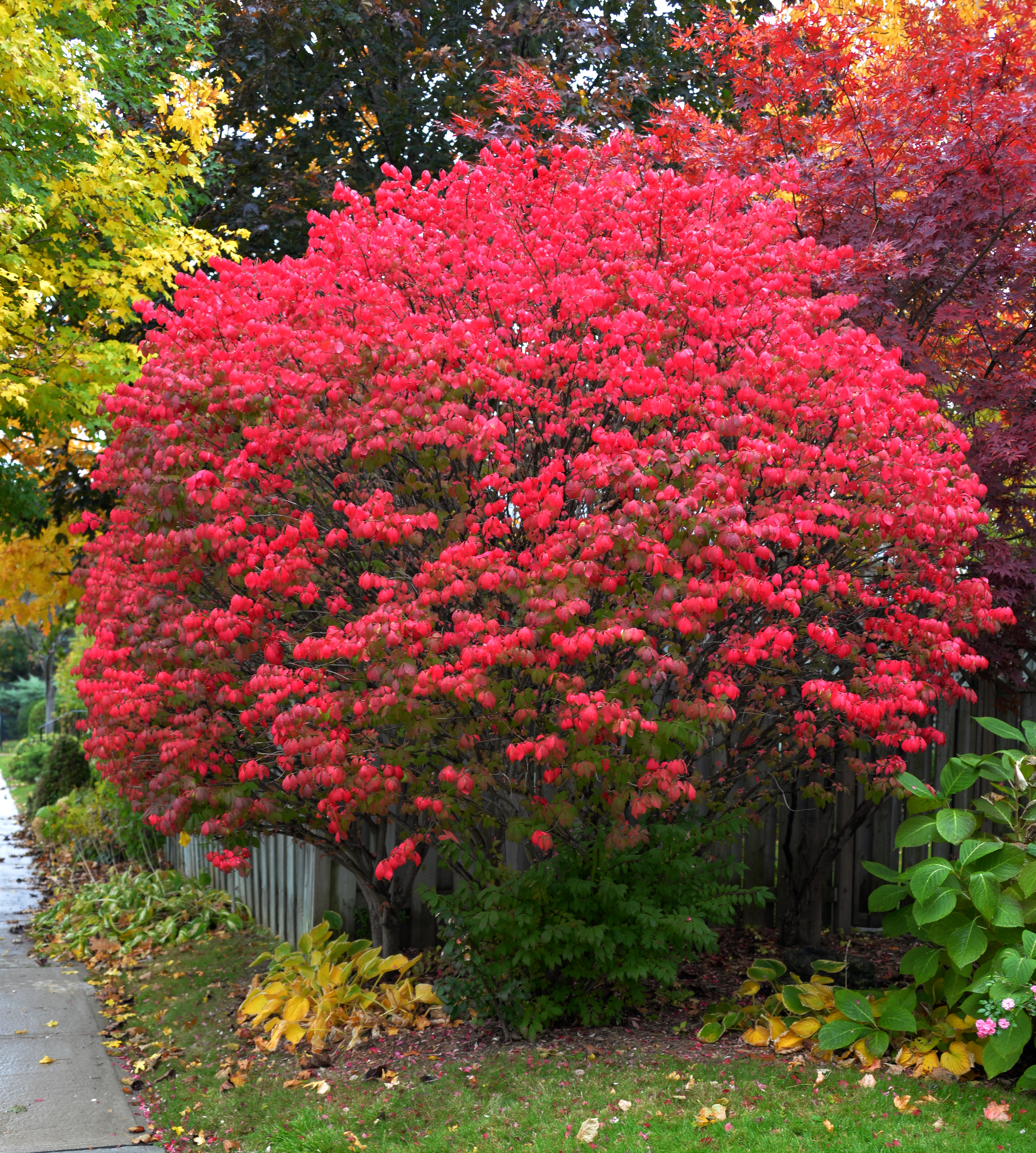
Колір листя восени

| Гібіскус | Це незавершена стаття про квіткові рослини. Ви можете допомогти проєкту, виправивши або дописавши її. |